# Râul Bârnaru
Râul Bârnaru este un afluent al Bistriței. 